# Andrzej (Șaguna)
Andrzej, imię świeckie Anastasie Șaguna (ur. 20 stycznia 1808 lub 1809 w Miszkolcu, zm. 28 czerwca 1873 w Sybinie) – rumuński biskup prawosławny, jeden z przywódców ruchu narodowego Rumunów siedmiogrodzkich w Austrii, święty prawosławny.

## Życiorys

### Wczesna działalność
Był z pochodzenia Arumunem. Gimnazjum i świeckie studia ukończył w Peszcie. Następnie wstąpił do serbskiego seminarium duchownego prowadzonego przez metropolię karłowicką we Vršacu, gdzie uczył się w klasie rumuńskiej. Wieczyste śluby mnisze złożył w 1833 r. Działał w strukturach serbskiej metropolii karłowickiej. W 1846 r. został pomocniczym administratorem eparchii siedmiogrodzkiej, gdzie w szczególności starał się podnieść poziom wykształcenia duchowieństwa oraz zaprowadzić porządek w cerkiewnej administracji. Szybko stał się popularny w kręgach tworzącej się inteligencji rumuńskiej, jak również zyskał uznanie władz Siedmiogrodu, które ceniły jego starania o zachowanie porządku i spokoju społecznego. Dzięki temu poparciu Andrzej (Șaguna) uzyskał nominację na biskupa siedmiogrodzkiego, chociaż na synodzie w Turdzie w grudniu 1847 r., który miał o niej zdecydować, zajął dopiero trzecie miejsce w głosowaniu nad najodpowiedniejszym kandydatem. W lutym 1848 r., zgodnie z obowiązującą procedurą, nominację biskupią duchownego potwierdził cesarz. Chirotonia biskupia odbyła się w Sremskich Karlovcach 30 kwietnia 1848 r..

### 1848–1849
Biskup Andrzej natychmiast po swojej chirotonii zaangażował się w ruch narodowy Rumunów siedmiogrodzkich i stał się jednym z jego przywódców. Popierał rumuńskie dążenia do autonomii, chociaż w odróżnieniu od rumuńskich intelektualistów uznawał problemy narodowościowe jedynie za część zachodzących procesów przemian społecznych. Zdając sobie sprawę ze znaczenia idei narodowych we współczesnej Europie, stale podkreślał znaczenie idei religijnych głoszonych przez Kościół prawosławny. Rozwój narodu rumuńskiego w jego ocenie mógł się zatem dokonywać jedynie przy zachowaniu dobrobytu Kościoła prawosławnego oraz lojalności wobec panującej dynastii habsburskiej. Przewodząc ruchowi narodowemu, starał się zachowywać równowagę między aspiracjami Rumunów, dążeniami samej Cerkwi i dobrymi relacjami z cesarzem.
8 maja 1848 r. odegrał znaczącą rolę w czasie rumuńskiego zgromadzenia w Blaju. Wśród rumuńskich liderów zaistniał wówczas konflikt o dalszą strategię działania – rozważano współpracę z Węgrami przeciwko Austrii lub zachowanie lojalności wobec cesarza. Biskup poparł drugie stanowisko, które ostatecznie zwyciężyło na zgromadzeniu. Na kolejnym zgromadzeniu w dniach 15–17 maja przewodniczył obradom wspólnie z unickim biskupem Ioanem Lemenim. Zgromadzenie uchwaliło petycję do cesarza, w której Rumuni domagali się uznania ich języka za jeden z urzędowych języków Siedmiogrodu, oddania im proporcjonalnej do ogólnej liczby ludności rumuńskiej liczby mandatów w sejmie prowincji, wprowadzenie liberalnych reform (wolność słowa, handlu, przemysłu, publikacji, wyzwolenie chłopów). Ogłoszono zawieszenie unii z Węgrami. Wybrano stały rumuński komitet narodowy, którego przewodniczącym został biskup Andrzej.
W czerwcu 1848 r. hierarcha udał się z petycją rumuńską do Wiednia, jednak nie uzyskał poparcia dla prezentowanych postulatów. Nie chcąc rozdrażniać Węgrów, cesarz zgodził się na przyłączenie Siedmiogrodu do Węgier. Również władze węgierskie nie zgodziły się na wdrożenie w życie żądań Rumunów, mimo pomyślnego w pierwszej fazie przebiegu rozmów. Wydarzenie to przekonało biskupa Andrzeja o tym, że rozwój narodowy Rumunów będzie możliwy tylko z poparciem cesarskim. W grudniu tego samego roku przywódcy rumuńscy spotkali się ponownie, biskup Andrzej przewodniczył spotkaniu. Rumuński Komitet Narodowy nadal dążył do utworzenia rumuńskiego regionu autonomicznego, którym rządziliby wskazani przez Wiedeń urzędnicy rumuńscy. Uznał również, że powstanie węgierskie stwarza zagrożenie dla interesów rumuńskich i dla ich obrony pożądana byłaby interwencja rosyjska w Siedmiogrodzie. Biskup udał się do Bukaresztu, by ubiegać się o rosyjskie wsparcie dla rumuńskich aspiracji.
W 1849 ponownie udał się do Wiednia, gdzie przekonywał cesarza do koncepcji utworzenia autonomicznego królestwa rumuńskiego obejmującego, oprócz Siedmiogrodu, także Banat, Marmarosz i Bukowinę. Idea ta również została jednak odrzucona. W marcu 1849 r. nowy cesarz Franciszek Józef wydał konstytucję uznającą odrębność Wojwodiny i Siedmiogrodu, lecz niewychodzącą naprzeciw oczekiwaniom Rumunów. Mimo to rumuńscy przywódcy narodowi nadal orientowali się w swoich działaniach na Wiedeń, a biskup Andrzej pozostał czołową postacią w życiu politycznym Siedmiogrodu. W latach 50. XIX w. zdołał on rozwinąć sieć szkół podstawowych i średnich prowadzonych przy prawosławnych cerkwiach, odnowił rumuński Instytut Teologiczny w Sybinie, założył drukarnię i gazetę Telegraful Roman. Współtworzył Siedmiogrodzkie stowarzyszenie na rzecz literatury rumuńskiej i kultury ludu rumuńskiego (Asociația Transilvană pentru Literatura Română și Cultura Poporului Român), powstałe w 1861.

### Ostatnie lata aktywności politycznej

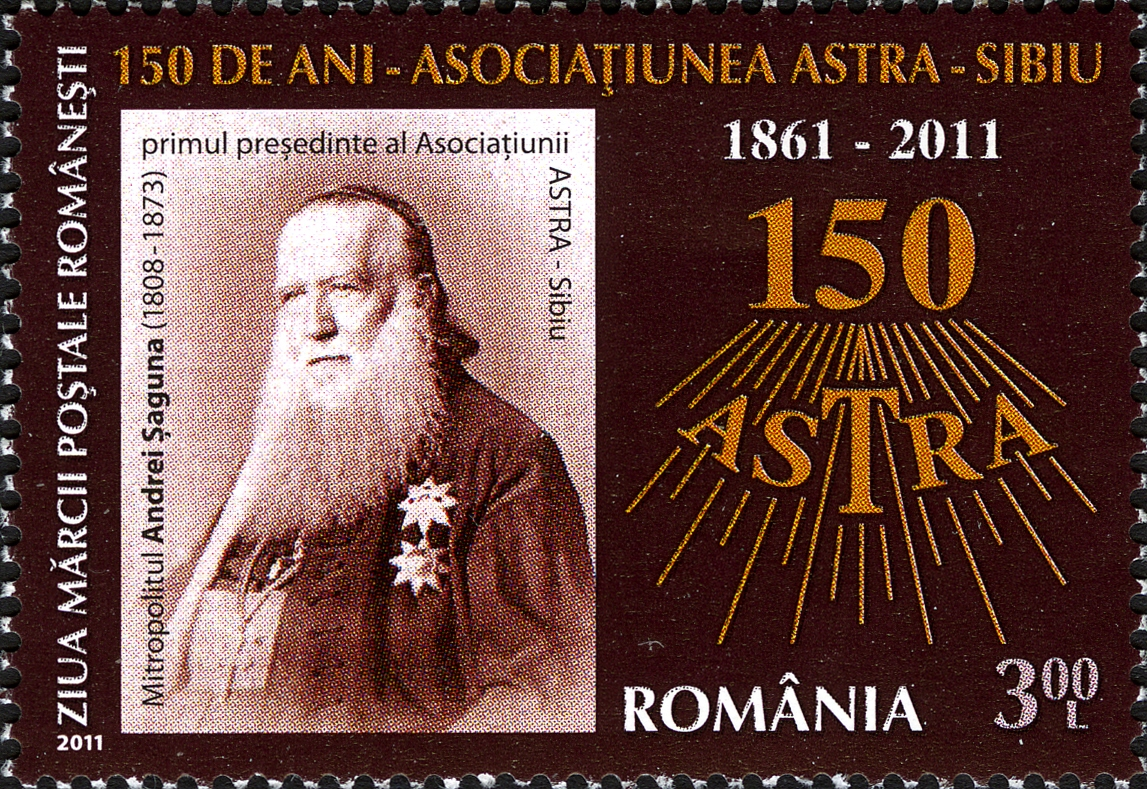

Między majem a wrześniem 1860 r. był posłem do Rady Państwa, w której przedstawił żądania rumuńskich działaczy narodowych. W roku następnym sejm Siedmiogrodu ogłosił uznanie Rumunów za pełnoprawny naród, jak również nadanie Rumuńskiemu Kościołowi Prawosławnemu praw równych z tymi, jakimi cieszyły się już Kościoły rzymskokatolicki, luterański, kalwiński i Kościół Rumuński Zjednoczony z Rzymem. W 1864 r. rząd zgodził się także utworzyć rumuńską metropolię Siedmiogrodu, niezależną od serbskiej metropolii karłowickiej. Jej ordynariuszem został biskup Andrzej, który zrealizował w ten sposób swój najważniejszy cel – utworzenie etnicznie rumuńskiej administratury prawosławnej niezależnej od tych zarządzanych przez biskupów innych narodowości. Uzyskał tytuł rumuńskiego metropolity Siedmiogrodu i Węgier.
Równocześnie jednak zmieniła się polityka wewnętrzna i zagraniczna Austrii. W 1865 r. Franciszek Józef na prywatnej audiencji oznajmił biskupowi Andrzejowi, iż postanowił w kwestii Siedmiogrodu zaakceptować żądania węgierskie. Oznaczało to klęskę polityki proaustriackiej prowadzonej od dwóch dekad przez rumuńskich przywódców narodowych z hierarchą na czele. Fakt ten doprowadził do spadku autorytetu biskupa wśród działaczy narodowych i skłonił go do wycofania się z działalności politycznej.

## Upamiętnienie i kanonizacja
Metropolita Andrzej został kanonizowany przez Rumuński Kościół Prawosławny w 2011 r. Ceremonia kanonizacji odbyła się w soborze Trójcy Świętej w Sybinie pod przewodnictwem patriarchów rumuńskiego Daniela oraz aleksandryjskiego Teodora II, z udziałem ponad 50 biskupów prawosławnych (rumuńskich i z innych Kościołów autokefalicznych), w obecności 10 tys. wiernych, w tym prezydenta Rumunii Traiana Băsescu.